# Episodi di Cuore e batticuore (terza stagione)
La terza stagione della serie televisiva Cuore e Batticuore è stata trasmessa negli Stati Uniti in prima visione dal 6 ottobre 1981 al 18 maggio 1982 sulla ABC.
In Italia è andata in onda a partire dal gennaio 1983 dal lunedì al venerdì in prima serata su Rai 2, senza mantenere completamente l'ordine cronologico originale degli episodi.
| n° | Titolo originale              | Titolo italiano                     | Prima TV USA     | Prima TV Italia  |
| -- | ----------------------------- | ----------------------------------- | ---------------- | ---------------- |
| 1  | Harts and Flowers             | Una rosa per Jennifer               | 6 ottobre 1981   | 20 gennaio 1983  |
| 2  | A Couple Of Harts             | Coppia di cuori                     | 13 ottobre 1981  | 19 gennaio 1983  |
| 3  | Hartland Express              | Un espresso molto caldo             | 3 novembre 1981  | 17 gennaio 1983  |
| 4  | What Becomes a Murder Most?   | Le signore White Fury               | 10 novembre 1981 | 21 gennaio 1983  |
| 5  | Murder Up Their Sleeve        | L'altra sera al Magic Palace        | 17 novembre 1981 | 24 gennaio 1983  |
| 6  | Harts Under Glass             | La fabbrica di cristallo            | 24 novembre 1981 | 25 gennaio 1983  |
| 7  | Rhinestone Harts              | Una scintillante cowgirl            | 1º dicembre 1981 | 24 febbraio 1983 |
| 8  | Hart of Darkness              | Ti ricordi di Alice?                | 8 dicembre 1981  | 26 gennaio 1983  |
| 9  | Hartbreak Kid                 | Corri Gei Gei                       | 15 dicembre 1981 | 27 gennaio 1983  |
| 10 | From the Depths of My Hart    | Dal profondo del mare               | 5 gennaio 1982   | 28 gennaio 1983  |
| 11 | Hartless Hobby                | Hobby pericoloso                    | 12 gennaio 1982  | 25 febbraio 1983 |
| 12 | My Hart Belongs To Daddy      | Quella vecchia casa nel Maryland    | 19 gennaio 1982  | 29 febbraio 1984 |
| 13 | Hart of Diamonds              | Punta di diamante                   | 2 febbraio 1982  | 21 febbraio 1983 |
| 14 | Harts and Palms               | Intrigo a Maui                      | 9 febbraio 1982  | 22 febbraio 1983 |
| 15 | The Hart of the Matter        | Che fine ha fatto Andrew Thomas?    | 16 febbraio 1982 | 23 febbraio 1983 |
| 16 | Blue and Broken-Harted        | Party d'addio                       | 23 febbraio 1982 | 28 febbraio 1983 |
| 17 | Harts On Their Toes           | Stelle e strisce per Yuri           | 2 marzo 1982     | 1º marzo 1984    |
| 18 | Deep in the Hart of Dixieland | A ritmo di jazz                     | 9 marzo 1982     | 1º marzo 1983    |
| 19 | Vintage Harts                 | Il nettare degli Dei                | 23 marzo 1982    | 2 marzo 1984     |
| 20 | Hart, Line And Sinker         | Week-end a Lago Cervo               | 30 marzo 1982    | 18 gennaio 1983  |
| 21 | Hart and Sole                 | L'invisibile Mr. Sole               | 6 aprile 1982    | 2 marzo 1983     |
| 22 | The Harts Strike Out          | Quanto vale Joe Di Maggio?          | 4 maggio 1982    | 3 marzo 1983     |
| 23 | To Coin a Hart                | Quell'inafferabile gusto dell'amore | 11 maggio 1982   | 4 marzo 1983     |
| 24 | Harts and Fraud               | Una Rolls Royce per Mary Willis     | 18 maggio 1982   | 27 giugno 1983   |